# 阿列克謝·米蘭丘克
阿列克謝·安德烈耶维奇·米蘭丘克（俄語：Алексей Андреевич Миранчук；1995年10月17日—）是俄羅斯一位職業足球運動員。他在場上的位置是前鋒或攻擊型中場。米蘭楚克現時效力美國職業足球大聯盟球隊阿特蘭大聯。他也代表俄羅斯國家足球隊參加國際賽事。他的雙胞胎兄弟安東·米蘭丘克也是一位足球運動員。

## 俱樂部生涯

### 亞特蘭大
2020年10月21日，米蘭丘克在歐洲冠軍聯賽分組賽亞特蘭大對陣中日德兰的比賽中首次亮相並踢進一球，幫助球隊以4-0獲勝。

## 榮譽

### 球會
莫斯科火車頭
- 俄羅斯足球超級聯賽冠軍：2017-18賽季
- 俄罗斯杯冠軍：2014-15，2016-17，2018-19賽季
- 俄羅斯超級盃冠軍：2019年

 亞特蘭大
- 歐霸盃冠軍：2023-24

### 個人
- 俄羅斯足球超級聯賽21歲以下最佳球員：2013-14賽季

## 外部連結
- Soccerway資料庫：阿列克謝·米蘭丘克